# Manuel Ruiz Zorrilla

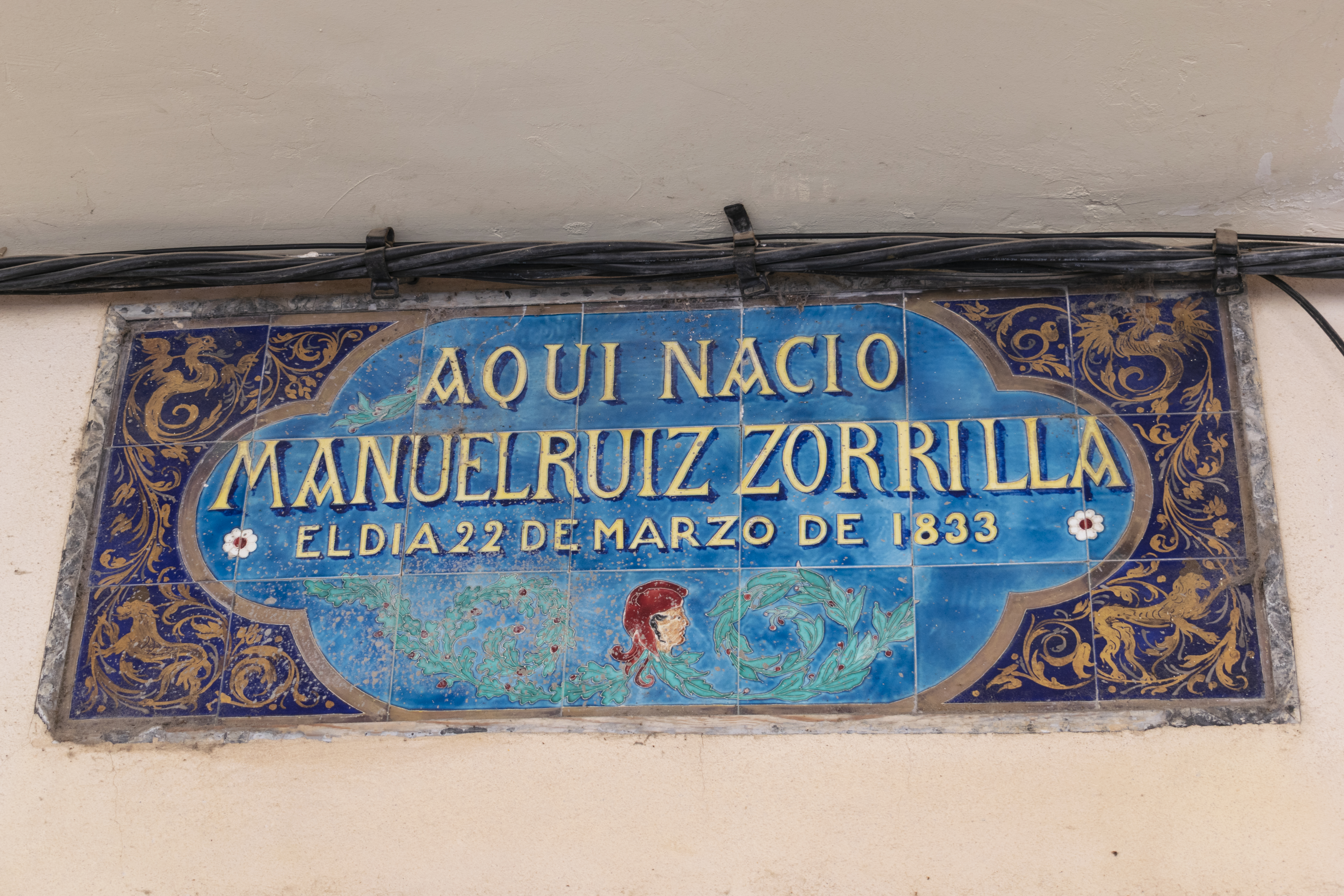
Placa en Burgo de Osma recordando el nacimiento de Manuel Ruiz Zorrilla el 22 de marzo de 1833

Manuel Ruiz Zorrilla (El Burgo de Osma, 22 de marzo de 1833-Burgos, 13 de junio de 1895) fue un político español, diputado en Cortes y posteriormente ministro de Fomento y de Gracia y Justicia durante el gobierno provisional constituido tras la Revolución Gloriosa de 1868, y jefe de Gobierno con Amadeo I. Fue gran maestre del Gran Oriente de España entre 1870 y 1874. Tras la renuncia al trono de Amadeo de Saboya, se retiró temporalmente de la política, pero a lo largo de 1873 se inclinó a la solución republicana, opción que defendía públicamente en 1874. Tras la Restauración borbónica en España fue obligado a exiliarse en febrero de 1875, continuó defendiendo la opción republicana y se convirtió en uno de los líderes del republicanismo español, organizando desde el exterior diversas insurrecciones para poner fin a la monarquía restauracionista, ninguna de las cuales tuvo éxito. Gravemente enfermo, en febrero de 1895 volvió a España para morir en su patria.

## Biografía
Nació en el seno de una de familia acomodada —su padre era comerciante de tejidos— de origen pasiego. Se licenció en Derecho en la Universidad Central de Madrid. Previamente había estudiado en Valladolid y Jurisprudencia en Madrid, carrera que acabó en dos años antes de matricularse en Leyes, alcanzado la licenciatura en 1857.

### Político liberal progresista bajo la monarquía de Isabel II (1858-1868)
Su interés por la política surgió durante sus años universitarios y antes de acabar sus estudios ya formaba parte con el grado de comandante de la Milicia Nacional, restablecida durante el Bienio Progresista, siendo elegido también Diputado Provincial de Soria por su distrito natal de Burgo de Osma. Por esta misma circunscripción resultó elegido diputado a Cortes por el Partido Progresista en 1858.
Se afilió al liberalismo progresista después de haber pasado por el campo demócrata tras convencerse, según su propia versión, de que las libertades democráticas tenían que ser compatibles con el orden, justo en el momento en el que en el Partido Demócrata adquiría mayor peso la orientación socialista que representaba Pi y Margall. Por eso también empezó a colaborar con el diario La Iberia, que defendía esas mismas posiciones, frente al demócrata La Discusión.
Esa primera legislatura en las Cortes se correspondió con el "gobierno largo" de la Unión Liberal presidida por el general O'Donnell y compartió grupo parlamentario con los líderes del Partido Progresista —tras el retiro del general Baldomero Espartero— Salustiano de Olózaga y Pascual Madoz, y con Pedro Calvo Asensio y Práxedes Mateo Sagasta. Ruiz Zorrilla compatibilizó la actividad parlamentaria y política en Madrid con su actividad privada en Soria ocupándose de negocios y propiedades. Contrajo matrimonio con una burgalesa de buena familia, que le daría cuatro hijos, todos muertos en la infancia. Precisamente de esta etapa surgiría la amistad con Práxedes Mateo Sagasta. 
En 1864 publicó su primera obra política titulada Tres negaciones y una afirmación que iba dirigida contra uno de los enemigos del progresismo en la política española, los neocatólicos, a los que llamó "polichinelas del absolutismo". Este folleto le dio fama de anticlerical, aunque, según Jordi Canal, "su anticlericalismo era, como expresa el sentido estricto del término, un combate contra el clericalismo y todas sus manifestaciones. (...) Fue un católico consciente y crítico, que intentaba aferrarse a la compatibilidad entre el liberalismo y el catolicismo. Religioso sin afectación y católico sin hipocresía: así se definía en 1864".
Un año antes había apoyado la política de retraimiento acordada por el Partido Progresista tras la caída de O'Donnell y la vuelta de los moderados al poder imponiendo serias limitaciones a la actuación política. El retraimiento significaba que los progresistas no presentarían candidatos a las elecciones, tal como quedó recogido en el manifiesto del 8 de septiembre de 1863, en el que decían:

El partido progresista se aparta por completo de la vida pública y se retira en la actitud más pacífica a conservar tranquilamente la fe en sus principios y la esperanza de verlos un día adoptados por todos los que sinceramente deseen que se plantee y se consolide en España un régimen verdaderamente constitucional

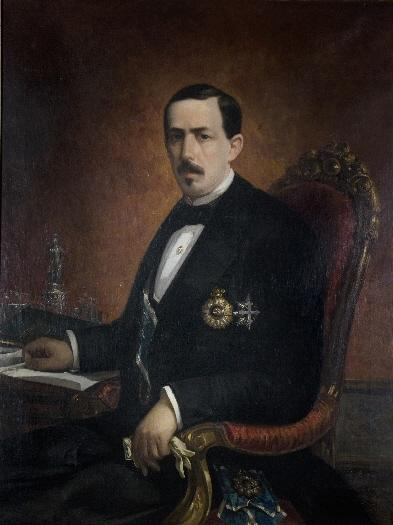
Ruiz Zorrilla retratado por Cosme Algarra (1869)

El progresismo, sin embargo, pronto abandonó la "actitud pacífica" y se pasó a la vía insurreccional —condenados "a obtener por las armas lo que desearía[n] por el libre ejercicio de los derechos políticos", como escribió en una carta Ruiz Zorrilla— para poner fin a la propia monarquía de Isabel II, a la que hacían directamente responsable de que no se hubiera alcanzado un "un régimen verdaderamente constitucional".
El general Juan Prim, convertido en el nuevo líder del partido, fue el que organizó y encabezó todas las tentativas de pronunciamientos. La más importante fue la sublevación del cuartel de San Gil de junio de 1866, cuyo fracaso obligó a huir de España a la plana mayor del Partido Progresista, Ruiz Zorrilla entre ellos. Meses después se celebró una decisiva reunión en Ostende (Bélgica) convocada por Prim y en la que los líderes del partido progresista, entre ellos Ruiz Zorrilla, y los del Partido Demócrata acordaron el Pacto de Ostende para poner fin a la monarquía de Isabel II. Entonces se convirtió, junto con Sagasta, en uno de los hombres de confianza de Prim, siguiendo al general de Bruselas a París y a Londres, desde donde preparaba nuevos intentos insurreccionales. Su ocupación fue escribir proclamas, manifiestos y cartas, preparar reuniones y buscar recursos, además de intentar atraer al "pacto de Ostende" a los unionistas, lo que finalmente se produjo.

### Hombre de Estado durante el Sexenio Democrático (1868-1874)

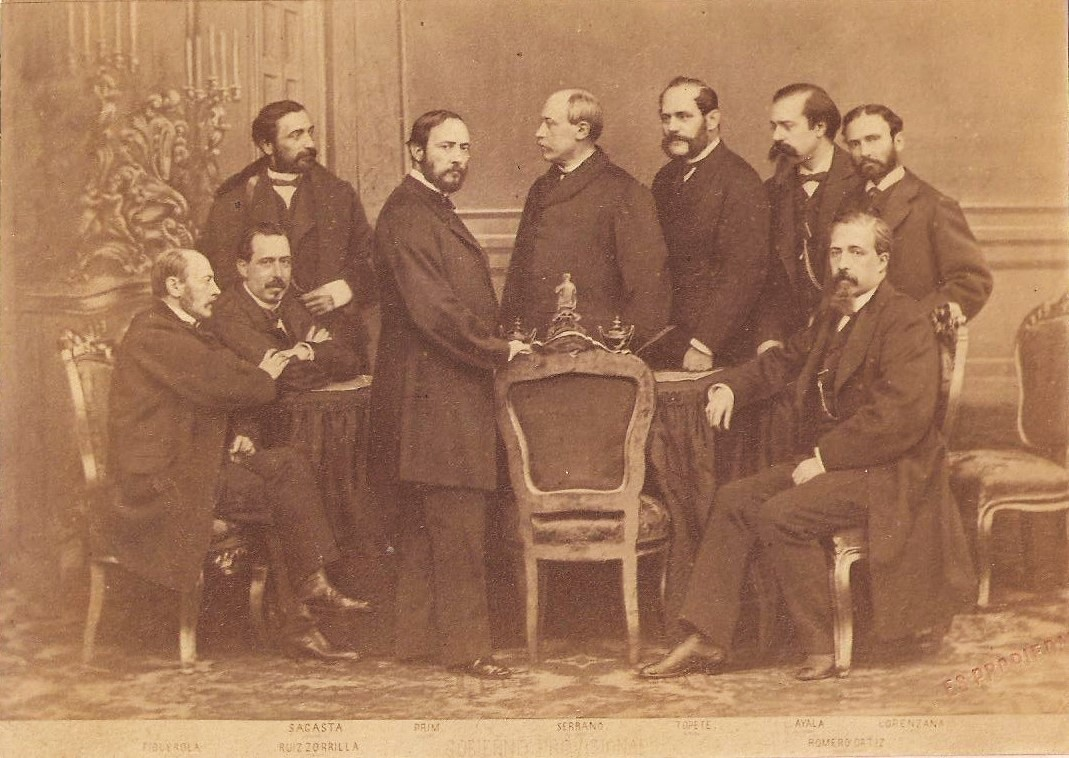
Gobierno provisional de 1869 Desde la izquierda: Figuerola, Ruiz Zorrilla, Sagasta, Prim, Serrano, Topete, López de Ayala, Lorenzana y Romero Ortiz (foto de J. Laurent).

Tras el triunfo de la revolución de septiembre de 1868 —en la que participó directamente, llegando a Gibraltar el día 14 junto a Prim y Sagasta— ocupó la cartera de Fomento en el gobierno provisional presidido por el general unionista  Francisco Serrano, del que también formaban parte Prim y Sagasta, en Guerra y Gobernación, respectivamente, Laureano Figuerola en Hacienda y Antonio Romero Ortiz en Gracia y Justicia. En ese puesto destacaron sus actuaciones en el campo de la educación, inspiradas, según su propio testimonio, en un "criterio ampliamente liberal y profundamente democrático", por lo que decretó la libertad de enseñanza, dedicando especial atención a la enseñanza primaria porque "un pueblo no puede ser libre si no tiene educación suficiente para conocer sus derechos y practicarlos con entera conciencia", como afirmó en una circular. Esta política, además del decreto de secularización de la riqueza científica, literaria y artística, por el que los materiales de bibliotecas y archivos religiosos pasaban al Estado, le labró una duradera fama de revolucionario y anticlerical. Suya fue la idea de la creación de las bibliotecas populares en 1869, como recurso y espacio para la "difusión del saber entre la mayoría".
Tras la aprobación de la Constitución de 1869 que mantuvo la monarquía como forma de Gobierno, lo que provocó la ruptura con la mayoría del Partido Demócrata que pasó a denominarse Partido Republicano Federal, asumió la regencia el general Serrano y la presidencia del gobierno el general Prim, cuya misión principal era encontrar un nuevo rey para España. En este nuevo gabinete Ruiz Zorrilla pasó de ministro de Fomento a ministro de Gracia y Justicia. Aunque en el cargo sólo estuvo seis meses, porque en enero de 1870 pasó a ocupar la presidencia de las Cortes -en las elecciones había sido elegido diputado por Burgo de Osma y Madrid, formando parte de la mayoría monárquico-democrática-, impulsó proyectos importantes que fueron continuados por su sucesor, como los del recurso de casación, el matrimonio civil o la supresión de la pena de argolla.

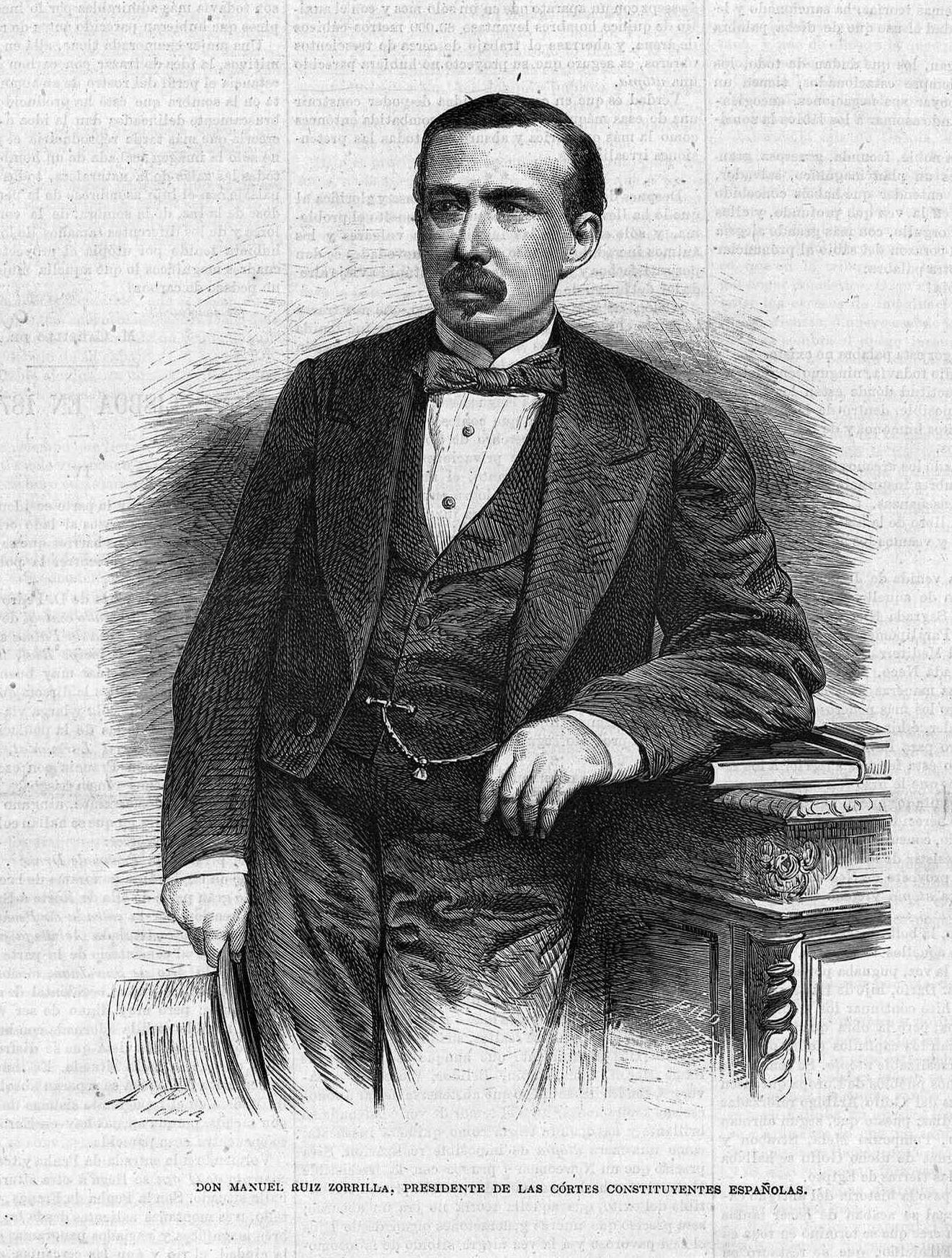
«Don Manuel Ruiz Zorrilla, presidente de las Cortes constituyentes españolas», noviembre de 1870, en La Ilustración de Madrid, dibujo de Alfredo Perea, grabado de Rico.

Durante el período en que fue presidente de las Cortes —cargo del que renunció a la importante remuneración económica que conllevaba— ingresó en la masonería adoptando el nombre simbólico de Cavour I. La ceremonia tuvo lugar el 18 de julio de 1870 en la sede de la logia madrileña la Mantuana, integrada en el Gran Oriente de España (GODE), recién fundado, y en pocos días fue nombrado Soberano Gran Comendador y elegido Gran Maestre, las dos principales dignidades del GODE que ostentó hasta el 1 de enero de 1874, fecha en que presentó la dimisión —le sustituyó Juan de la Somera, al que sucedió dos años después el hermano "Paz", que era Práxedes Mateo Sagasta—.
Como presidente de las Cortes tomó juramento a Amadeo I como rey de España en enero de 1871. Antes había estado implicado en la compleja búsqueda de un rey, apoyando la candidatura de Fernando de Coburgo, padre del rey de Portugal Luis I al haber sido rey-consorte con María II de Portugal, lo que hubiera supuesto la unión dinástica de los reinos de Portugal y España, alcanzándose así la unión ibérica que Ruiz Zorrilla defendía como la mayoría de los liberales progresistas, pero aquel no aceptó la Corona española. Y tras descartarse el segundo candidato Leopoldo de Hohenzollern por la oposición del emperador francés Napoleón III, encabezó la comisión parlamentaria que viajó a Italia para ofrecerle oficialmente la Corona española al segundo hijo del rey de Italia Víctor Manuel II y Duque de Aosta, Amadeo de Saboya.
Pocos días antes de que llegara a España el nuevo rey, se produjo el 27 de diciembre de 1870 el asesinato en Madrid del general Prim, presidente del gobierno y principal valedor de su candidatura, por lo que el reinado de Amadeo I comenzó lleno de incertidumbres. En el primer gobierno de la nueva monarquía democrática, presidido por el general Serrano, Ruiz Zorrilla ocupó la cartera de Fomento. Pero enseguida estalló el conflicto con Sagasta para ocupar la jefatura, que había quedado vacía tras el asesinato de Prim, del partido progresista y de la coalición monárquico-democrática de progresistas, unionistas y demócratas monárquicos —llamados "cimbrios"— que apoyaban la monarquía amadeísta, frente a los carlistas, que habían iniciado la tercera guerra carlista en defensa los derechos al trono del pretendiente Carlos VII, y de los republicanos federales, que ya habían protagonizado insurrecciones en algunas ciudades —además de la insurrección de Cuba en favor de la independencia de la isla—. Del enfrentamiento entre Ruiz Zorrilla y Sagasta, que de amigos y compañeros de conspiración pasaron a ser encarnizados enemigos, surgieron dos nuevos partidos de notables, el Radical, que encabezó el primero, y el Constitucional, que encabezó el segundo. Además de la cuestión personal, lo que diferenciaba a los dos partidos era la estrategia y la política que defendían, pues mientras los "constitucionalistas" de Sagasta, más a la derecha, buscaban la síntesis entre progresistas y unionistas, los "radicales" de Ruiz Zorrilla, más a la izquierda, integraban a progresistas y antiguos demócratas, y "no ahorraba[n] algún guiño a los republicanos y pretendía[n] seguir desarrollando el espíritu de cambio del 68".

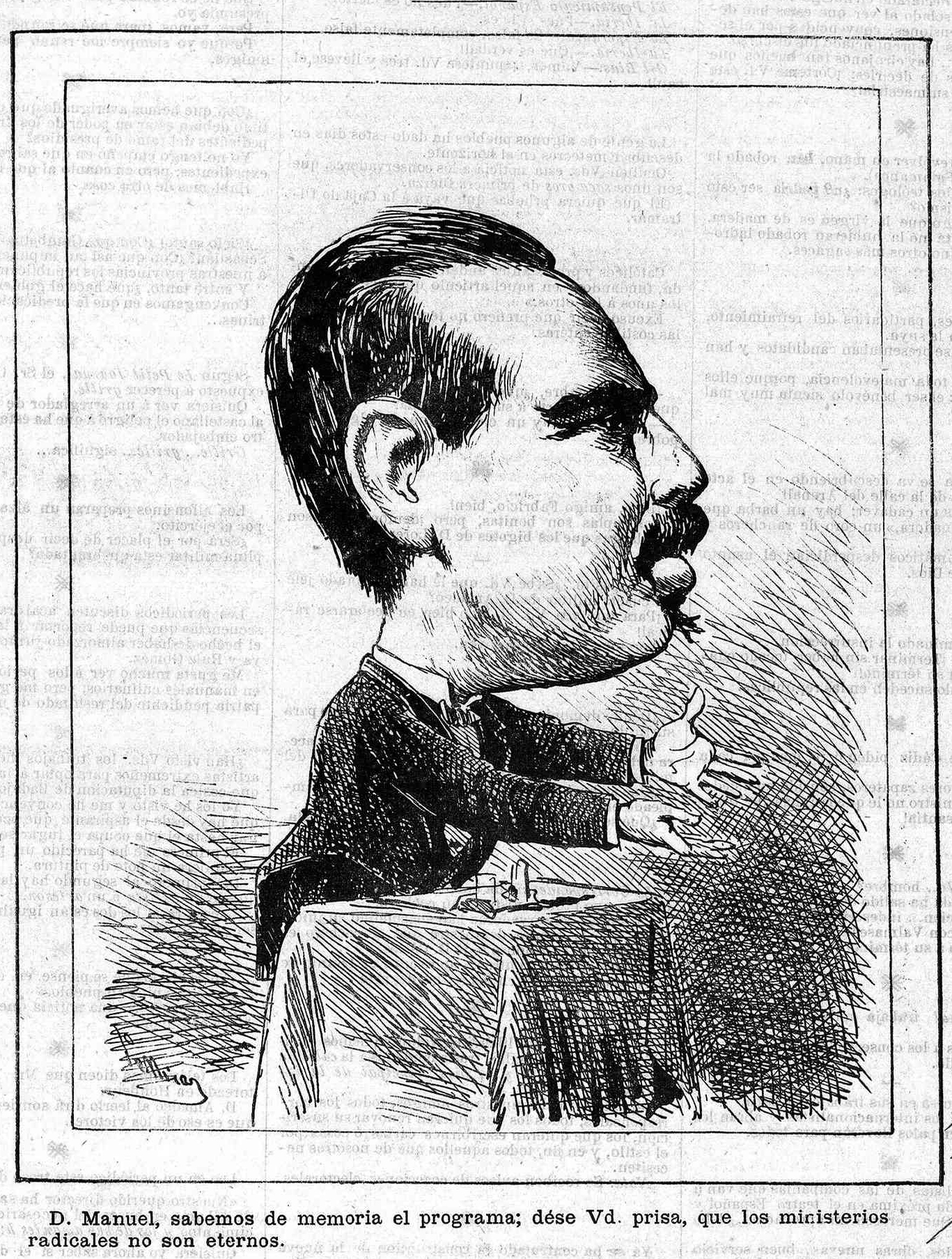
«D. Manuel, sabemos de memoria el programa, dése Vd. prisa, que los ministerios radicales no son eternos», caricatura en la revista satírica Gil Blas, de Pellicer, publicada el 25 de agosto de 1872.

En julio de 1871 Ruiz Zorrilla ocupó la presidencia del gobierno, pero solo duró hasta octubre cuando perdió una votación parlamentaria y dimitió, siendo sustituido por José Malcampo, primero, y por su gran rival Sagasta, después. La oposición entre constitucionales y radicales fue creciendo y en junio de 1872 Ruiz Zorrilla volvió a la presidencia del consejo de ministros, pero en febrero de 1873 el rey Amadeo I renunció a la Corona, a pesar de que Ruiz Zorrilla intentó convencerle de que no lo hiciera, y las Cortes proclamaron la Primera República. Según el historiador Jordi Canal, en el fracaso de la monarquía parlamentaria de Amadeo I, alguna culpa tuvo Ruiz Zorrilla. «Tras la muerte de Prim, él había sido el mayor defensor del rey, pero no había acertado, por esa convicción muy zorrillista de que la suya era siempre la opción correcta, en separar la causa amadeísta de la propia».
Tras la abdicación de Amadeo I, Ruiz Zorrilla se retiró de la vida política dejando plena libertad a los miembros de su partido para que llegaran a acuerdos con los republicanos, y no volvería a retomar una cierta actividad hasta la segunda mitad de 1874, precisamente cuando Sagasta volvió a presidir el consejo de ministros, siendo presidente de la República el general Serrano. En agosto, según contaban dos periodistas de La Época, dijo que "nunca ha sido republicano, pero se abrazaría a la bandera de la República, saliendo de su retraimiento personal en un momento supremo, para combatir igualmente contra el triunfo de don Carlos o la imposición violenta del príncipe Alfonso [el futuro Alfonso XII, hijo de Isabel II], porque no quedaba en defensa de la libertad y de las conquistas hechas por la Revolución de Septiembre más bandera que la de la República".
Durante estos últimos meses de la Primera República Española mantuvo frecuentes contactos con los miembros de su antiguo partido "radical" y con los líderes republicanos, especialmente con Emilio Castelar para evitar la vuelta de los Borbones. Cuando, como había predicho, se produjo "la imposición violenta del príncipe Alfonso" con el pronunciamiento de Sagunto por el general Martínez Campos a finales de diciembre de 1874, Ruiz Zorrilla acrecentó sus actividades conspirativas, que motivarían su expulsión de España en febrero de 1875.

### Líder republicano y conspirador desde el exilio (1875-1895)
Al mes y una semana del pronunciamiento de Sagunto por el general Martínez Campos, que trajo consigo la Restauración borbónica en la persona del hijo Isabel II, Alfonso XII, Ruiz Zorrilla fue obligado a abandonar España por orden del gobierno de Cánovas, con el pretexto de que se había celebrado una reunión clandestina en su casa unos días antes en la que habían participado una veintena de generales. Así lo relató el propio Ruiz Zorrilla dos años después:

El 5 de febrero de 1875, ocupada militarmente la calle en que vivía, e invadida mi casa por una nube de agentes de policía pública y secreta, se me dio la orden de salir de España, precisamente para Francia y por el camino del Norte. Todavía no he podido explicarme por qué, al mes y algunos días de sentarse D. Alfonso en el trono, del que había sido expulsada su digna madre siete años antes, se tomó conmigo medida tan severa y con tanto aparato llevada a cabo

Según el historiador Jordi Canal, la expulsión de España marcó el resto de su vida, pues "de la lucha por la conquista del poder y su ejercicio pasó, en la coyuntura de 1875, al combate contra el Estado; de la defensa de una solución monárquica, a una opción radicalmente republicana; y, finalmente, de la presencia permanente, con pocas excepciones, en España, a la existencia en el exilio. El hombre de Estado cedió su lugar al conspirador compulsivo".

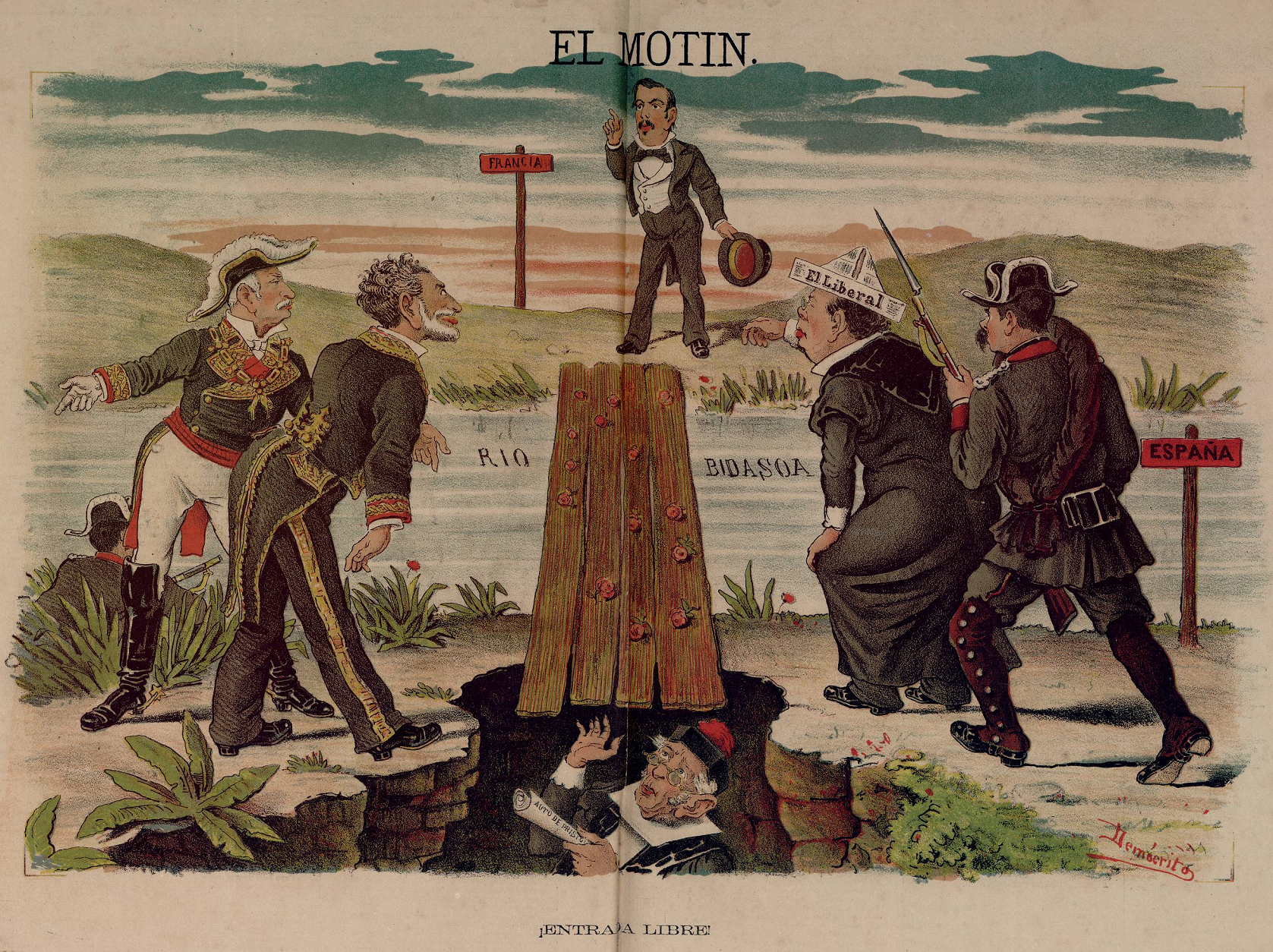
Caricatura de El Motín publicada el 5 de junio de 1881 con el título «¡Entrada libre!». Muestra a Ruiz Zorrilla siendo invitado por Sagasta y por el general Serrano a volver a España libremente, aunque lo que le espera en realidad es la cárcel.

Abandonó Madrid en un tren que se dirigía al norte el mismo día 5 por la noche —a su casa de la calle de los Leones de Madrid había acudido mucha gente a despedirse—. Intentó residir en Bayona pero las autoridades francesas no le dejaron vivir cerca de la frontera y se trasladó a París, a donde pocos días después acudió su mujer, María Barbadillo. Y en el exilio reafirmó su compromiso con la República:

Soy republicano porque solo dentro de la república pueden hoy los partidos españoles defender sus doctrinas, traducir en leyes sus aspiraciones, desenvolver desde el gobierno las soluciones que hayan sido aceptadas por la opinión

Nada más llegar a París comenzó su actividad conspirativa para llevar a cabo una insurrección que pusiera fin a la monarquía de Alfonso XII y al régimen de la Restauración. Se convirtió así en un "conspirador compulsivo, incansable a la vez que irreductible", según el historiador Jordi Canal, que cita a Nicolás Salmerón que dijo de Ruiz Zorrilla: «él quiere la revolución a todo trance y por cualquier medio, y parece que le domina una obsesión incurable». Sus actividades, objeto de un seguimiento especial por la embajada española en París que protestó ante el gobierno francés, le supusieron en varias ocasiones la expulsión de Francia. La primera fue en 1877 en que Ruiz Zorrilla marchó a Suiza, donde redactó su principal obra política, A sus amigos y adversarios, que fue editada en Londres, y en la que rebatió las calumnias y descalificaciones que se habían vertido contra él desde que fue obligado a abandonar España, y en la que también explicó su propósito de alcanzar «la unión de todos los buenos republicanos, para arrojar de nuestra patria para siempre la raza que nos tiene pobres y divididos dentro, desconocidos y despreciados fuera».

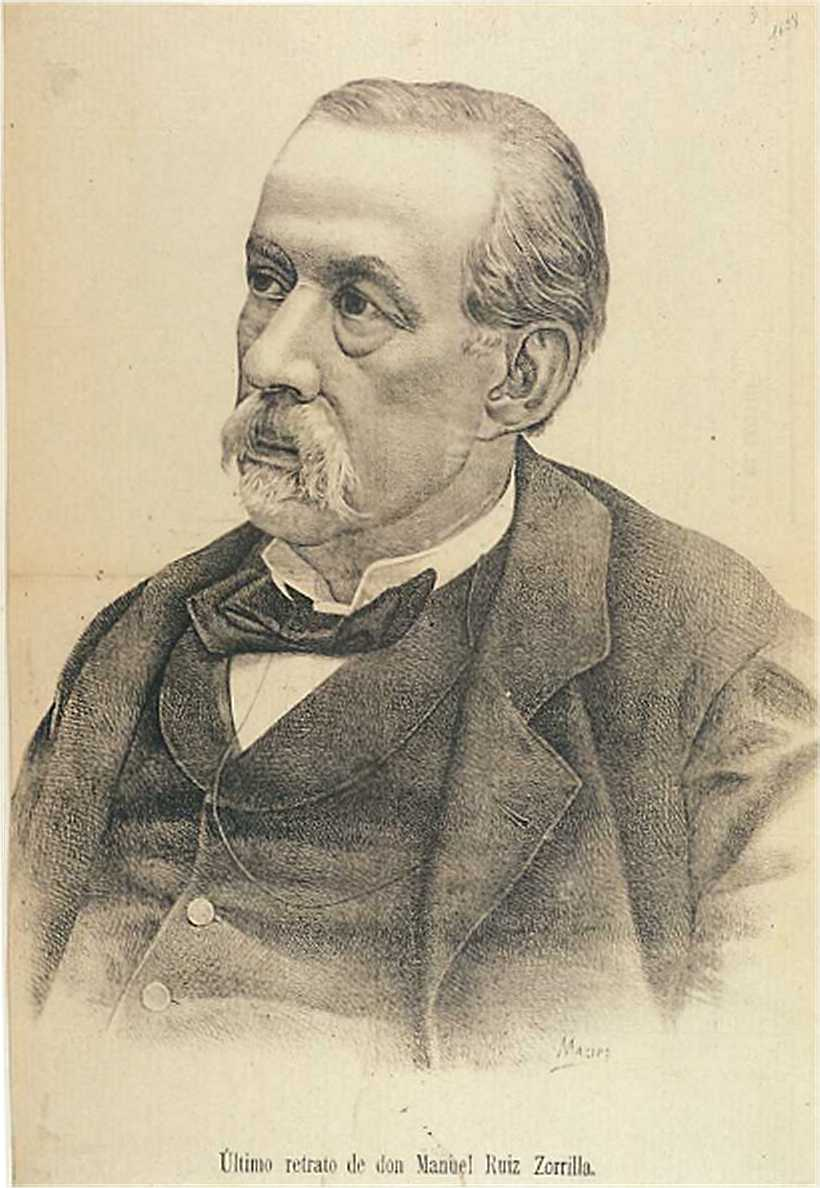
Último retrato de Manuel Ruiz Zorrilla, aparecido en el semanario republicano y anticlerical El Motín en 1895

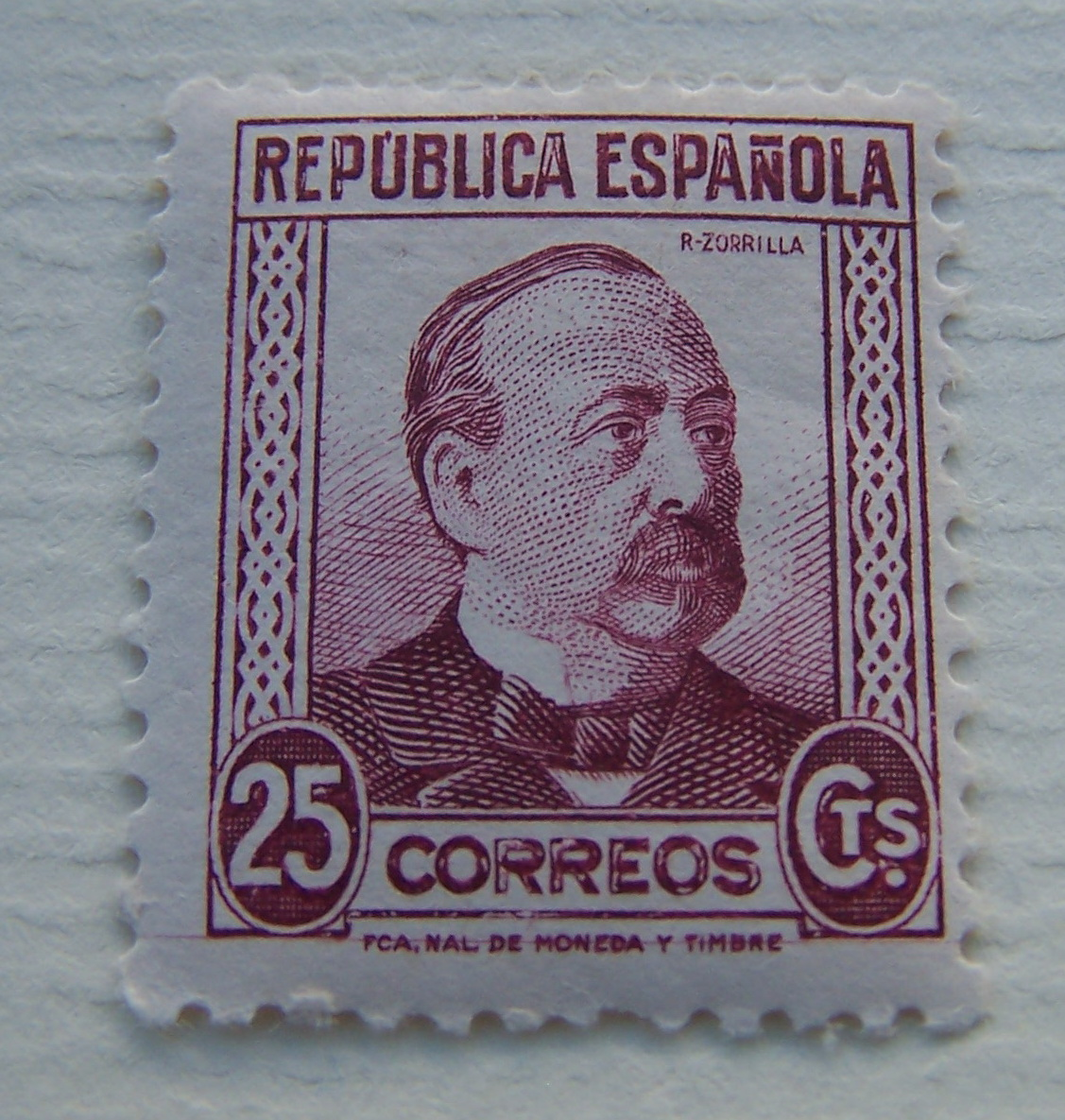
Manuel Ruiz Zorrilla en un sello de la Segunda República Española, 1933.

Entre las numerosas conspiraciones organizadas por Ruiz Zorrilla las más importantes fueron las que encontraron apoyos más sólidos entre un sector del ejército, especialmente gracias a la Asociación Republicana Militar (ARM) que en 1883 contaba con más de dos mil afiliados y llegó a tener en torno a 8000 inscritos, como muestran sus libros de asociados. La primera en la que participó la ARM fue el pronunciamiento de 1883 en España iniciado en Badajoz el 5 de agosto y cuyo fracaso obligó a exiliarse a Portugal y a Francia a muchos de los implicados y a Ruiz Zorrilla a abandonar París para trasladarse a Londres, en donde permaneció algunos años. Pero la acción de mayor trascendencia fue el pronunciamiento que se produjo el 19 de septiembre de 1886 en Madrid, encabezado por el brigadier republicano Manuel Villacampa y apoyado por la ARM, que fracasó a causa del "retraimiento de una parte importante de los comprometidos, junto con la pasividad del elemento civil [que] facilitaron el aislamiento de los sublevados y la desarticulación de las ramificaciones en provincias". Este fue el último pronunciamiento republicano del siglo XIX y su fracaso desencadenó la ruptura definitiva entre Ruiz Zorrilla y Nicolás Salmerón, que a partir de entonces propugnará la entrada de los republicanos en las instituciones de la monarquía restauracionista.
Los republicanos de la época, como Nicolás Salmerón o Francisco Pi y Margall, señalaron como causa fundamental de los fracasos de Ruiz Zorrilla a su empeño en llevar a cabo únicamente sublevaciones militares sin intervención del pueblo, jugándolo todo a la carta del malestar de determinados sectores del ejército, sin unirlos al descontento y a las luchas de las clases populares.
Aunque Ruiz Zorrilla no abandonó la labor conspirativa, en 1893 aceptó que se incluyera su nombre en la candidatura de "Unión Republicana" propuesta por Nicolás Salmerón en la que también se había integrado Pi y Margall, obteniendo más de veintiséis mil votos por Madrid, lo que le proporcionó el acta de diputado, a la que renunció inmediatamente porque había prometido no volver a España mientras continuara la monarquía.

### Volver a España para morir

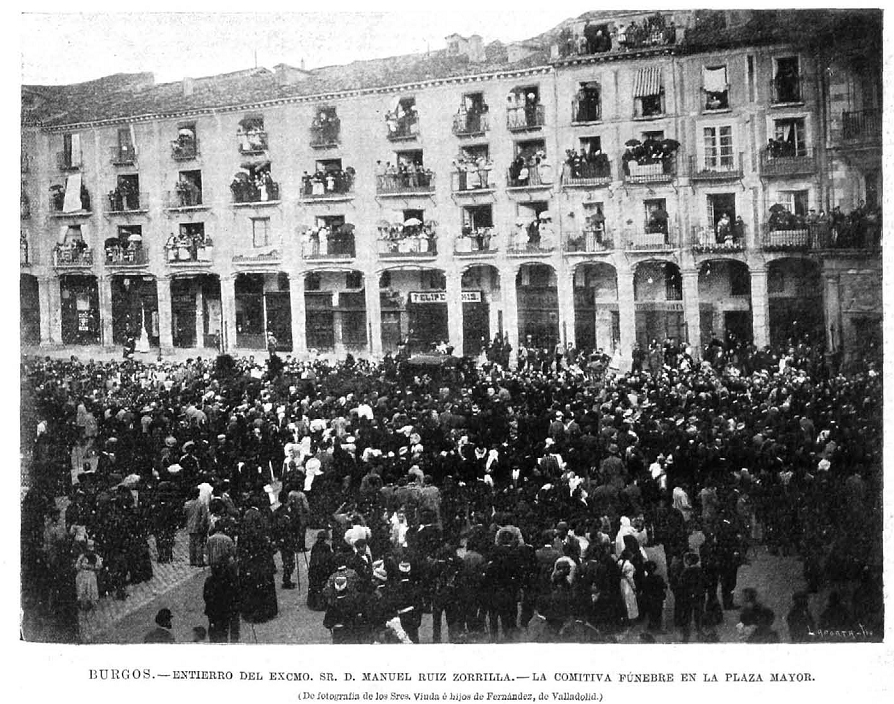
Entierro de Manuel Ruiz Zorrilla en 1895, la comitiva fúnebre en la Plaza Mayor de Burgos, en La Ilustración Española y Americana.

Después de la muerte de su esposa en marzo de 1894 —que fue enterrada en Burgos junto a los restos de su madre— su salud se deterioró rápidamente debido a los problemas cardíacos que padecía. En enero de 1895 empeoró y su amigo, correligionario y médico, José María Esquerdo, que había viajado a París para tratarlo, decidió trasladar al enfermo a España, ocupándose también de que el diario republicano El País publicara una nota en la que Ruiz Zorrilla explicó los motivos de su vuelta y de que con ella no rompía el juramento que había hecho de no retornar hasta que fuera restablecida la República

Pensé siempre morir en el extranjero o entrar en España cuando la República hubiera triunfado, o en el momento en que los republicanos contasen con elementos para presentar batalla a las instituciones. La suerte no ha querido dejarme presenciar la victoria de nuestros ideales ni morir en la demanda. Una grave enfermedad me ha inutilizado: los médicos, unánimemente, me imponen un absoluto reposo. No tengo derecho a suicidarme; y como en mi estado de salud no puedo ser útil a la causa, me retiro al seno de mi familia y me decido a prescindir de toda lucha política

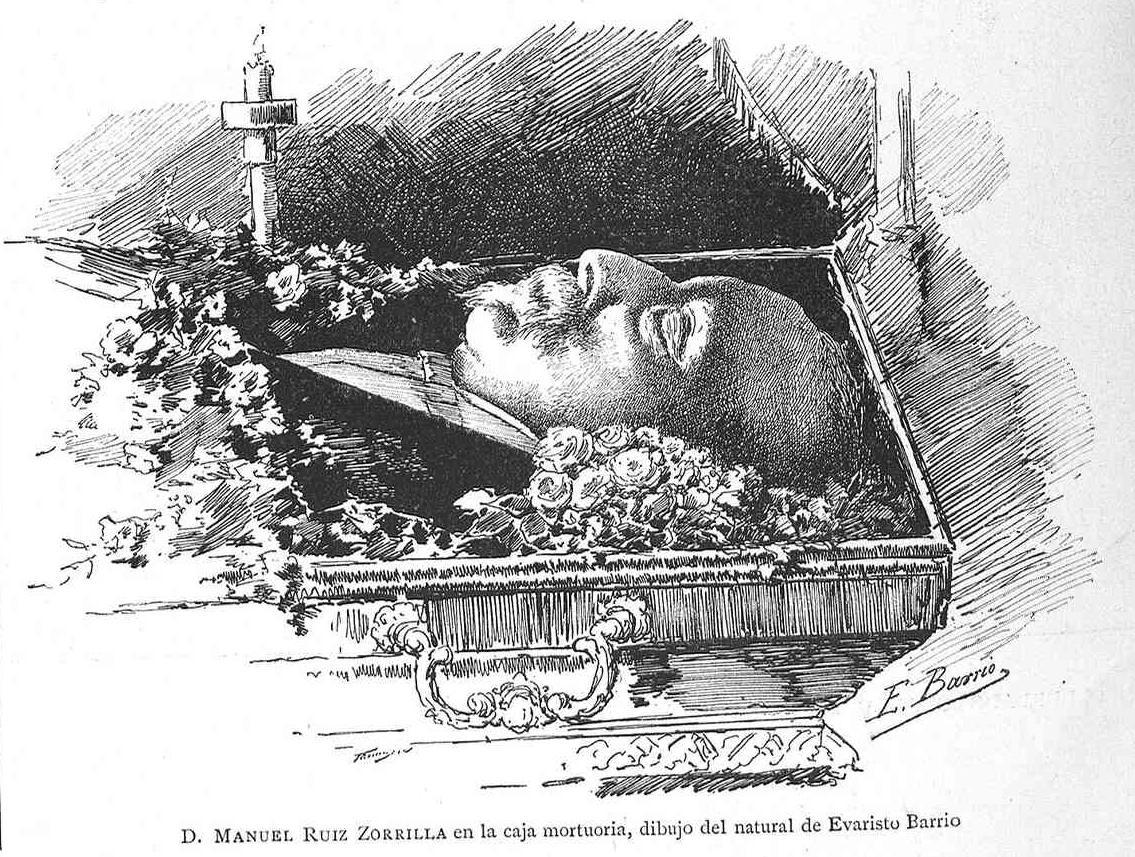
Manuel Ruiz Zorrilla en la caja mortuoria, en un dibujo del natural de Evaristo Barrio publicado en La Ilustración Artística (1895).

El enfermo fue trasladado a La Pileta, una finca que tenía el doctor Esquerdo en Villajoyosa (provincia de Alicante) donde mejoró levemente. Se decidió, por ello, a emprender un viaje que debía llevarle a Burgos, donde residía su familia política, a su finca de La Tablada y, por último, a El Burgo de Osma, donde pensaba pasar sus últimos días. Pero tras llegar a Burgos, su salud, de nuevo, empeoró y falleció al cabo de pocos días, el 13 de junio de 1895, a los sesenta y dos años de edad. Sus restos acabaron enterrados en el cementerio de Burgos, donde se le había erigido un mausoleo proyectado por Alberto de Palacio con escultura de Julio del Val, que sufrió la descarga de un rayo en 1911. Su cuerpo, tras ser exhumado en 2009 del cementerio de San José en Burgos —desmontaje del mausoleo mediante— fue trasladado al cementerio de El Burgo de Osma.